# Variable BY Draconis
Una  variable BY Draconis és una estrella variable de la seqüència principal dels darrers tipus espectrals, usualment K o M. Mostren variacions en la seva lluminositat deguda a la rotació de l'estrella aparellada amb taques estel·lars i altres activitats cromosfèriques. Totes aquestes fluctuacions produeixen fluctuacions del seu esclat de generalment menys de 0,5 magnitud en escales de temps equivalents al període de rotació de l'estrella, típicament des d'una fracció d'un dia a molts de mesos. Qualsevol estrella d'aquestes pot tenir també erupcions, que produeixen variacions addicionals del tipus UV Ceti.